# スコット津村
スコット津村（Scott Tsumura、1942年1月1日 - ）は、日本生まれのアメリカのゲームクリエイターで、Tozai, Inc. (Tozai Games) の共同創業者兼エグゼクティブ・プロデューサー。代表作にファミコン版『スペランカー』、アーケードゲーム版およびコンソール版『ロードランナー』、『Moon Patrol』『スパルタンX』『R-Type Dimensions』などがある。米国ワシントン州在住。
日本名は「建二」。渡米する際に尊敬する友人に「スコット」と名付けてもらい、以来通名として使用している。スコットランドの詩人、小説家であるサー・ウォルター・スコットへの憧れも込められている。2005年、アメリカ市民権を取得。

## 経歴

### 大学卒業後
大学を出て最初に就いた仕事は、神戸外国倶楽部のバーテンダー。ゲーム業界に入るまでどんな世界でも経験したいと、各種セールス、製缶、配管、土木工事、洋服、事務機器、内装、建築、小物卸、店頭販売、貿易関係、運転手、ペンキなど、17〜8回の転職を重ねた。転居も、神戸、大阪、名古屋、東京など、12回経験している。

### アイレム時代
大学を出て10年後、友人の紹介で賭博機事業に関わる。当時は巷ではロタミントというドイツ製のメダル式ゲーム機を輸入して100円玉で遊べるように改造する機械が出回っていた。改造したロタミントは1台1ヶ月150万円の売上を叩き出したという。ところが1年後、風営法が改正されてゲーム機で現金を扱うことができなくなり、ビジネスは終焉へ。そんな違法ゲーム機が置かれていた場所にアーケードゲームが設置されるようになっていったことにゲーム業界の将来性を期待し、知己があったカプコン創業者の辻本憲三が立ち上げたアイ・ピー・エム（後に改名してアイレムになり、その後アピエスとアイレムソフトウェアエンジニアリングに分割）に入社する。最初はゲーム機レンタルの営業に関わり、その後海外販売部を創設。1980年にナナオ（現 EIZO）がアイレムを買収し、1983年に辻本がカプコンを創業した後も社内に残り、取締役ゲーム開発部部長として『Moon Patrol』『10ヤードファイト』『ジッピーレース』『スパルタンX』などを制作。1983年にファミリーコンピュータが登場したことを機に、家庭用テレビゲームソフトの開発に乗り出す。1984年、米国のブローダーバンド社から『ロードランナー』のライセンスを取得し、1984年7月にアーケード版『ロードランナー』を発売。それを機にブローダーバンド社との関係を深め、1985年6月に『スペランカー』のライセンスを取得。1985年12月、ファミコン版『スペランカー』発売。1988年3月には、家庭用ゲームの新しい流れを作るべく、高い演算処理能力や画像表示能力をより必要とするアーケードゲームを、家庭用コンソールへ初めての移植となるPCエンジン版『R-Type』（ハドソン）の実現に協力した。なお、北米のゲームマーケットを凌駕した Nintendo Entertainment System は1985年10月18日に発売されたが、任天堂から同時発売されたソフト17タイトルのうち『Kung-Fu（日本語名：スパルタンX）』と『10-Yard Fight』の2タイトルはアイレム時代に制作したアーケードゲームをライセンスしたもので、他の15タイトルは任天堂の開発作品だった。

### 渡米後
1988年5月、『スペランカー』や『ロードランナー』のライセンスを持っていた米国ブローダーバンドの社長ダグ・カールストンの要請で日本のPCゲーム企業13社による合弁事業、Kyodai Software Marketing をサンフランシスコに立ち上げるため、渡米。当時はアメリカに永住するつもりはなく、事業の運営が動き出すまでの1年間のみ滞在する予定だった。 ところが、1989年頃から任天堂とセガの家庭用ゲームがアメリカで爆発的に伸びたため、日本のビーピーエスの社長だったヘンク・ブラウアー・ロジャースと共に同社の米国現地法人 (Bullet-Proof Software) をシアトルに設立、数々のソフトを発売する。旧ソビエト連邦でアレクセイ・パジトノフが開発した『テトリス』のゲームボーイ版は、米国任天堂（Nintendo of America）の協力を得てビーピーエスがライセンス契約している。その後アレクセイ・パジトノフが家族と共に米国移住を望んだため、米 Bullet-Proof Software の社員に招聘するなど、当時マーケティング担当副社長だったシーラ・バウテン（現 Tozai, Inc. 社長）と共に移住を実現。ソビエト連邦崩壊直後にもパジトノフを訪ねているが、当時ロシア経済はどん底で、強奪その他いろいろな危険に遭遇した。1993年に Bullet-Proof Software が大手ゲーム会社 Spectrum Holobyte（後に上場して MicroProse）に買収され、平日はサンフランシスコ、週末はシアトルを往復する生活を2年間続けた後、退職。1996年、シアトルでコンサルティング会社 Tozai, Inc. をシーラ・バウテンと共同で創業し、同時に開発会社 Big Bang Software も創立。
その後、米国任天堂の初代社長荒川實から直属の開発会社の立ち上げに協力して欲しいと声がかかり、『Nintendo Software Technology』を創立。社長兼最高業務執行責任者を4年間務めた後、退職。その前後、Amaze Entertainment（Black Ship Studio）、Kemco USA、MTO USA など数社にわたって会社/スタジオの設立・運営をしていたが、Tozai Games がそれまで続けていたコンサルティング事業（顧客は三井物産、NECインターチャネル、バンダイ、アイドス、マイクロプローズ、ハズブロ他）から移行して自社ブランドでゲームを開発・発売することになり、同社に復帰。シーラ・バウテンと共同で『ロードランナー』の知的財産権及び『スペランカー』の知的財産使用権を買い取り、更に株式会社 Tozai Games を坂野拓也、シーラ・バウテンと共同設立した。エグゼクティブ・プロデューサーとして、『Lode Runner』（Xbox Live / Xbox One）、『Lode Runner X』（スマートフォン）、『Lode Runner Classic』（iOS/Android）、『みんなでスペランカー』（PlayStation 3）、『スペランカーコレクション』（PlayStation 3）、『みんなでスペランカーZ』（PlayStation 4）などの制作を手がける。

## 歴任
- Kyodai Software Marketing, Inc. - 社長/CEO
- Bullet-Proof Software, Inc. - 社長/CEO
- Spectrum Holobyte, Inc. - 社長（極東）
- MicroProse Japan Co.,Ltd. - 社長/CEO
- Big Bang Software, Inc. - 社長/CEO
- Nintendo Software Technology - 社長/COO
- Amaze Entertainment, Inc. - 上級副社長
- Kemco USA, Inc. - 社長/CEO
- MTO USA, Inc. - 社長/CEO
- Tozai, Inc. (Tozai Games) - 共同創業者/エグゼクティブ・プロデューサー

## 開発に関わった主な作品
- スペランカー（ファミリーコンピュータ、アーケードゲーム、MSX、その他）
- きね子（ファミリーコンピュータ ディスクシステム）
- ロードランナー（アーケードゲーム、Xbox 360、Xbox One、その他）
- Moon Patrol（アーケードゲーム）
- 10ヤードファイト（アーケードゲーム、ファミリーコンピュータ）
- ジッピーレース（アーケードゲーム、ファミリーコンピュータ）
- スパルタンX（アーケードゲーム、ファミリーコンピュータ）
- ヨッシーのクッキー（スーパーファミコン）
- Ridge Racer 64（NINTENDO 64）
- Pokemon Puzzle League（NINTENDO 64）
- ウェーブレース ブルーストーム（ニンテンドー ゲームキューブ）
- デジモンレーシング（ゲームボーイアドバンス）
- デジモンバトルクロニクル（PlayStation 2、ニンテンドー ゲームキューブ、Xbox 360）
- Kurulin Fusion（PlayStation Portable）
- みんなでスペランカー（PlayStation 3、PlayStation Vita）
- スペランカーコレクション（PlayStation 3、PlayStation Vita）
- R-Type Dimensions（Xbox 360、Xbox One、PlayStation 3）
- みんなでスペランカーZ（PlayStation 4、PlayStation Vita）
- Lode Runner Classic（iOS、Android、Windows Phone）
- みんなでワイワイ！スペランカー（Nintendo Switch）
- ロードランナー・レガシー（Steam）
- Lode Runner 1（iOS、Android）

他、数十作品

## ゲーム観
のめり込んだ最初のゲームは『ロードランナー』。アクションゲームやパズルゲームの要素があり、反射神経やクリアするための作戦など、プレイ感が絶妙なところが気に入っている。誰もが新たな面を考案できるゲームの原点とも信じている。
『スペランカー』に興味を持った理由は、地底探検というテーマが面白かったから。ファミコン版『スペランカー』を難しくした理由については、「アーケードゲームは最初の数分でゲームの面白さやチャレンジ精神を感じさせないと商売にならないゲーム作りの厳しさがある一方、当時の家庭用ゲームはリプレイしたくなる仕掛けが甘く、挑戦する刺激が物足りなかったため」と語っている。プレイヤーが学習して達成感を得ることを、ゲームの目的に置いている
。
『テトリス』については、老若男女がプレイできるシンプルかつ奥深いゲームで、このゲームを外してゲームを語るなかれとさえ思っている。
何十回も転職を繰り返しながらも、ゲーム業界に40年近く関わり続けている理由は、ゲームは “楽しみを売る仕事” であり、それにやりがいを感じたから。『スペランカー』『ロードランナー』『テトリス』の3本との出会いが、自分の人生を運命的にコントロールしたと確信している。

## 関連人物
- 辻本憲三（アイレム及びカプコン創業者）- ゲーム業界参入のきっかけを与え、ゲーム事業のノウハウを教えた人物。アイ・ピー・エム（後のアイレム）を経営し、1979年にカプコンの前身となるアイ・アール・エム（IRM）株式会社を設立。アイレムは1980年にナナオ（現 EIZO）に買収されたが、辻本はその後も社内に残りアーケードゲーム開発部を立ち上げた。1983年にアイレムを退社し、カプコンを創業。
- 齋藤茂（トーセ社長）- 現在に至るまで、開発の現場で常に技術協力をしている人物。ファミコン版『スペランカー』の開発メンバーでもあり、トーセの開発現場には、アイレムのデザイナーなどが出向していた[4]。
- ダグ・カールストン（英語版）（弁護士、ブローダーバンド創業者）- 米国で働く転機に深く関わった人物。ブローダーバンドは当時PCソフトの米国最大手で、『Lode Runner』『Spelunker』の他、『Myst』『Prince of Persia』『Where in Time Is Carmen Sandiego?』『The Print Shop』など、数々のヒット作を生み出した。
- ヘンク・ブラウアー・ロジャース（元ビーピーエス社長）- ビーピーエスのアメリカ現地法人(Bullet-Proof Software)の共同設立者。アメリカ永住のきっかけを与えるとともに、『テトリス』という世界遺産規模のゲームに深く関わる機会をもたらした。
- アレクセイ・パジトノフ（『テトリス』開発者）- 旧ソビエト連邦にて、ビーピーエスと『テトリス』ゲームボーイ版のライセンス契約を締結。その後家族と共に米国移住を望み、Bullet-Proof Software 社員招聘などのサポートを経て渡米した。
- 荒川實（米国任天堂初代社長）- 任天堂直属の開発会社『Nintendo Software Technology』の設立を要望し、ゲーム市場の拡大（プレーヤー層も含めて）を間近に見せた人物。任天堂を世界規模に育て上げ、ゲーム業界の発展に多大な功績を残した。

## 写真
街で物語性を感じさせる人物やその仕草の瞬間、風景などのスナップ撮影が趣味。レンジファインダーカメラ（特にライカ）を愛用しており、2011年から2016年までの約5年間、ヨドバシカメラのウェブサイト上で写真エッセイ『The Wind from Seattle』を連載。2013年4月には、東京の YODOBASHI PHOTO GALLERY［INSTANCE］ において、初の個展『「With the Wind」Scott Tsumura 写真展』が開催された。
2017年11月20日、『The Wind from Seattle』で連載した写真をまとめた『With the Wind』を発売。350部限定の写真集（単行本）は即完売。
個人の写真ブログのタイトルは『shot & shot』。元ライフル射撃の選手（大阪府2位 / 全日本13位）で、ライフルを構えて標的を狙い、トリガーを引くことと、カメラを構えて被写体を捉え、シャッターボタンを押すことが感覚的にオーバーラップすることから名付けている。 クラシック音楽やジャズが好きで、特に19世紀後半から20世紀始めの後期ロマン派音楽が好み。強弱のバラエティに富み、人生のロマンを感じさせてくれるような感動を写真においても目指しており、交響曲第3番 (サン＝サーンス) 、交響曲第8番 (ドヴォルザーク)、交響曲第2番 (ブラームス)を理想に挙げている。

## 備考
2002年、学生の支援・指導の功績でデジペン工科大学（DigiPen Institute of Technology）より名誉理学士号を受ける。
1966年に大学時代のクラスメイトと結婚して1男2女をもうけ、孫が1男2女いる。